# Die Gründung Prags

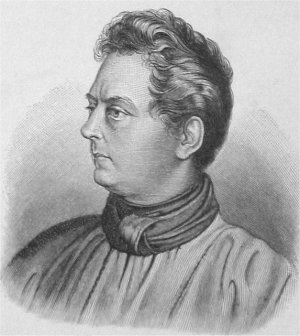
Clemens Brentano
(1778–1842)

Die Gründung Prags ist ein historisch-romantisches Drama von Clemens Brentano, das, ab 1812 in Prag und Bukowan geschrieben, im November 1814 bei Conrad Adolf Hartleben in Pest und Gerhard Fleischer dem Jüngeren in Leipzig erschien. Das Stück, erster Teil einer nicht weiter ausgeführten Trilogie, wurde nie aufgeführt.
Böhmen um anno 740: Szenen aus dem Mägdekrieg wechseln mit Schlaglichtern auf den Kampf zwischen heidnischen Priestern und Missionaren aus dem Morgenland.

## Stoff

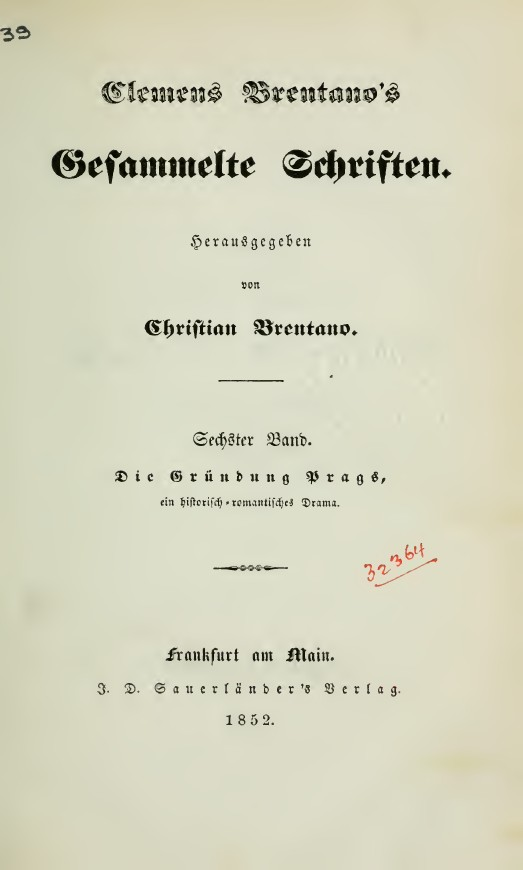
Die Gründung Prags (1852)

Nach Frenzel schrieb Brentano sein Stück auf der Grundlage der beiden Sagen von der Fürstin Libussa und vom Mägdekrieg in Böhmen. Die betreffenden Gestalten tauchen bei Cosmas, Dalimil, Hajek von Libotschan sowie bei Hans Sachs, Herder, Musäus und J. F. E. Albrecht auf.
Nach Schultz gehören Friedrich Creuzer, Joseph Görres und Friedrich Schlegel zu Brentanos Vordenkern. In Prag traf der Autor Josef Dobrovský und Joseph Georg Meinert.

## Figuren
Lapack, Priester
Zwratka, Priesterin, Lapacks Weib
Mägdeschar
Libussa, Herrscherin
Tetka, Priesterin, Libussas Drillingsschwester
Kascha, Heilerin, Libussas Drillingsschwester
Wlasta, Anführerin, Zwratkas Tochter
Stratka, Anführerin
Dobrowka, Rozhons Weib
Slawische Männer
Werschowetz
Domaslaus
Primislaus
Slawosch
Biwog
Rozhon
Stiason
Andere
Hubaljuta, Zauberschülerin der Zwratka
Ziack, neunjähriger Knabe aus der Zauberschule
Pachta, slawischer Christ
Trinitas, Christin aus Byzanz
Moribud, Sohn des Avarenkönigs

## Inhalt
1. Akt
Wlasta ist die Tochter der Priesterin Zwartka und des hinkenden Priesters Lapack. Zwartka hatte sich als junges Ding mit Tschart, dem Verneinenden, eingelassen. Tschart, Widerpart der Bilobogi, hatte ihr seinerzeit ein Nägelmal gekniffen. Seitdem ist Zwartka Zauberin. Sie verflucht den Hahnenschrei, kündigt er doch den hellen Tag an.
Die Drillinge Libussa, Tetka und Kascha sind Töchter des verstorbenen Herzogs Krokus. Dieser Fürst war Chechs Nachfolger. Als Kinder der Elfe Niva sind die drei Jungfrauen besonders begabt. Libussa hat sogar seherische Fähigkeiten. Zu ihrem 20. Geburtstag huldigt man den drei Fürstentöchtern mit je einem goldenen Apfel – Tetka mit dem Apfel des Himmels, Kascha mit dem Apfel der Erde und Libussa mit dem Apfel des Lebens. Von Zwartka, ihrer einstigen Lehrerin, bekommen die Drillinge auch Zauberäpfel, um die Jungfrauen an Tschart zu binden. Der Prahlhans Lapack will zum Nachfolger des Krokus gekrönt werden – auch, weil er der Neffe des Verstorbenen ist. Das Volk von Böheim schwankt. Erst soll Tetka, dann Kascha und schließlich Libussa die Krone tragen. Libussa wird durch Losentscheid gekrönt.
2. Akt
Gleich am Tag nach der Krönung muss sich die Herrscherin an der Spitze ihrer wehrhaften Mägdeschar gegen einfallende Avaren behaupten. Stratka, eine von Libussas Anführerinnen, hat Moribud, den Sohn des Königs der Avaren, gefangen genommen. Moribud, der stärkste Feind, ist mit Zwartka im Bunde. Die Zauberin vergiftete seinen Pfeil, doch das Geschoss verfehlte Libussa und traf Zwartkas Tochter Wlasta. Die Getreue hatte sich im Getümmel in die Schusslinie geworfen. Zwartka verflucht Lapack. Auch den neunjährigen Ziack, ihren begabten Zauberschüler, hat er, ebenso wie die Tochter, in die Dienste Libussas gehetzt. Der Kampf geht weiter. Libussa bestimmt Werschowetz und Domaslaus als ihre Heerführer gegen die Avaren, obwohl es einst deren Väter waren, die Säge und Beil an die Eiche legten, in deren Stamm die Mutter Niva wohnte. Stratka liebt zwar den kühnen Werschowetz, doch ihre Meinung über die Männer ist nicht die Beste:
Verflucht sei Jeder, dem ein Bart entspringt!
Der dir, der mir, der einer andern Magd
Mit Schmeichelreden böse Fesseln schlingt,
Und fleht, und drängt, und schlingt, und schwört, und klagt,
Bis er ihr löst den Gürtel ihrer Zucht,
Daß sie, gebunden mit des Schooßes Frucht
An seinen Herd, die Sclavinn ekler Lust,
Des Elends Lastthier, seines Hofes Besen,
Dem Kind verzweifelnd flucht an müder Brust,
Die herrlich, frei und selig sonst gewesen.
Libussa gibt den „Mägdlein“ weitgehende Entscheidungsfreiheit. Ihre Schwester Kascha verlässt den Jungfernstand und folgt dem Krieger Biwog, einem „Riesenmann an Muth und Stärke in edle Sclaverei“. Libussas zustimmender Kommentar: „Gebährend und erhaltend mögt ihr nützen.“ Die Fürstin schickt die Männer in den Krieg gegen die Avaren.
3. Akt
Als die Männer siegreich heimkehren, kommt es im Wald zu Rangeleien mit der wachenden Mägdeschar. Aber
Mit flachen Klingen und mit scharfen Worten
Ist nur die leere Luft verwundet worden.
Werschowetz wirft Stratka den Kopf Moribuds vor die Füße. Stratka wirft den Kopf ins Opferfeuer. Die heimkehrenden Krieger ziehen weiter und machen bei Primislaus, einem armen Pflüger, Halt. Der Krieger Slawosch teilt Primislaus Neuigkeiten mit. Es „soll ein neuer Gott gegossen werden“. Pachta, „ein slavischer Bildner, der in Byzanz Christ geworden“, hat „den Ofen zum Guß“ neben der ehemaligen Hütte des Krokus bereits erbaut. Wie ihr Volk ist sich Libussa über den neuen Gott noch im Unklaren. Sein Bild werde „Das Aug’ ergötzen“. Pachta stellt richtig: „Gott ist’s und kein Götze.“ Der Priester Lapack spottet über das Christentum:
Doch wie erklärest du der Jungfrau Sohn,
Der jungfräulich empfangen und geboren?
so fragt er und hat auch gleich eine höhnische Antwort parat. Vermutlich habe die Jungfrau aus Verlegenheit behauptet, ihr Sohn „sey von einem Gotte“. Libussa, „der freien Böhmen freie Herzoginn“ hat ganz andere Sorgen. Ihre Mägdeschar meint, „sie darf sich nimmer einem Mann ergeben“. Libussas Gedanken gehen in dieselbe Richtung. Freier sind ihr lästig. Nach dem Willen ihrer Krieger aber soll sich die Fürstin alsbald vermählen: „Ein Mann nur mach’ uns von den Dirnen frei.“ Primislaus weist die Männer zurecht. Das Volk habe Libussa auf den Thron gesetzt und wenn sie keinen Mann wolle, so sei das der Männer Schuld. Der kleine Lauscher Ziack macht böses Blut. Er hat gehört, die Mägde wollen jedem Knaben den rechten Daumen abhauen, damit er nie ein Schwert fassen kann. In die Schar der Mägde wird sogar Dobrowka, eine Frau, aufgenommen. Sie war Rozhon, ihrem Mann davongelaufen, nachdem er sie verprügelt hatte. Auf diese Art hatte sich dieser Krieger an Libussa gerächt, von der er in einem Nachbarschaftsstreit um eine mythische Eiche kein Recht bekommen hatte. Nun, von der Schlacht gegen die Avaren heimgekehrt, verbreitet Rozhon das Gerücht, „Libussa lasse jeden dort [auf ihrem Schloss] ermorden, von dessen Liebe sie gesättigt worden.“ Er will Libussa verjagen und durch einen Fürsten ersetzen. Seinem Worte folgt die Tat. Als er Wlasta mit dem Beil attackiert, wird Rozhon von Primislaus mit einem Schwertstreich hingestreckt. Auch Wlasta sinkt blutend. Es sieht so aus, als stünden patriarchalische Verhältnisse in Böheim bevor. Rozhon dankt im Sterben den Göttern, dass ihn keine Magd erschlug. Primislaus will seinem letzten Wunsche willfahren und den Krieger unter jener Grenzeiche beerdigen, um die er vor der Fürstin vergeblich gestritten. Als die rachsüchtige Dobrowka das Haupt des toten Gatten nachdrücklich begehrt, wird sie von Domaslaus rücklings durchbohrt. Als Werschowetz mit seinen Kriegern vor Libussas Schloss auftaucht und sich besorgt nach dem Befinden der Herrscherin erkundigt, nimmt sie ihm seine Besorgnis nicht ab. Das weitere Verhalten der Krieger gibt Libussa Recht. Das Heer will nicht eher von dannen ziehn, bis die Herrin einen Mann erwählt: „Wähl’ einen Herrn, ein Herr sey dir vermählt!“
4. Akt
Indes gießt Pachta für die drei Töchter des Krokus ein Muttergottesbild, ein Cruzifix und einen Pelikan. Die heidnische Priesterin Tetka will der Christ als erste zum Glauben, Lieben, Hoffen bekehren. Zwartka bemerkt das wohl.
Bedingt durch der Männer Toben, gibt Libussa den Widerstand gegen einen Gemahl auf: „Braut ist die Jungfrau, denn die Zeit ist brünstig.“ Werschowetz und Domaslaus bekommen von Libussa einen Korb. Die Herrscherin möchte den Pflüger Primislaus zum Gatten erwählen. Als Tetka und Kascha die Schwester zu ihrer Wahl beglückwünschen, entgegnet die Seherin Libussa, sie tat allein, was ihr im Traum die Götter befahlen. Wlasta, die sich keinem Manne beugen wolle, tritt so heftig gegen die Entscheidung Libussas auf, dass sich die Fürstin von der verdienstvollen Anführerin trennen muss. Die Verstoßene, ein Ungeheuer geworden, geht zu ihrer Mutter. Zwartka gibt der Tochter einen Hexentrank. Die Zauberin will gegen die Anhänger der neuen Religion mit allen Mitteln kämpfen. Zwartka verspricht ihrem Tschart: „Ich werde dir schlachten, die deiner nicht achten.“ Stratka, von Libussa ausgeschickt, sucht Wlasta auf. Wlasta erklärt ihr Verhalten: Sie liebe Primislaus. Werschowetz und Domaslaus kommen hinzu und wollen die Mägdeschar für ihr Komplott gegen Libussa gewinnen. Als Domaslaus vorschlägt, während der Machtübernahme den Pflüger auf seinem Felde zu erstechen, wird er von Wlasta erstochen. Werschowetz flieht entwaffnet vor Stratka zu Primislaus. Der Pflüger hindert Stratka daran, den Flüchtling zu erschlagen. Vom Feind wird Werschowetz zum Freund des Primislaus. Dann betritt auch Wlasta das Feld des Pflügers. Die Verzweifelte, mit dem blutigen Schwerte in der Hand, bittet Primislaus um Hilfe gegen die Wirkung des Hexentrankes. Einer Mörderin hilft der Pflüger nicht. Primislaus kann es zunächst nicht glauben. Er soll der Gemahl Libussas werden! Werschowetz zieht dem Pflüger die Bastschuhe aus und legt ihm die Goldschuhe an. Primislaus spricht: „Leb’ wohl, mein Pflug, ich muß den Thron begrüßen!“ Wlasta möchte sterben und verflucht die Männer.
5. Akt
Zwartka nennt jene drei frommen Bilder, die Pachta gegossen hat, „unsinnige Götzen“ und stürzt sie vom Fels hinab in die Moldau. Trinitas, eine Christin, die Pachta aus Byzanz nach Böheim gefolgt ist, bekehrt Hubaljuta, eine von Zwratkas Zauberschülerinnen, zum Christentum. Trinitas wird von Zwartka mit dem Pfeil erschossen, während sie Hubaljuta in der Moldau tauft. Slawosch eilt herbei, erschlägt die Todesschützin und wirft sie hinab.
Libussa empfängt im Brautschmuck ihren Bräutigam Primislaus. Der Pflüger setzt dem Volke auseinander, wie er herrschen will. Als Stratka dem Pflüger noch einmal den Verrat des Werschowetz vor Augen führt, verzeiht er dem heuchlerischen Krieger ein zweites Mal. Wlasta hat sich inzwischen ein wenig erholt. Immer noch vom Zaubertrank berauscht, macht sie Libussa Vorhaltungen; deckt vor der Fürstin die Karten auf: Wlasta habe Primislaus geliebt. Es sieht so aus, als ob Wlasta und Stiason ein Paar werden können. Der junge Krieger stellte der Anführerin schon immer nach. Lapack will sich an Slawosch rächen. Primislaus verhindert die Bluttat. Lapack wird abgeführt. Primislaus, der neue Herrscher, sinnt, wie er den Fall Slawosch lösen kann. Immerhin hat der Krieger eine Priesterin erschlagen. Der Richtspruch des weisen Pflügers: Slawoschs Blutschuld gilt als abgetragen, falls eine Priesterin ihm die Hand wäscht. Tetka tut es und wählt ihn zum Gemahl.
Libussa gründet Prag. Ein emsiges Zimmern hebt an. Primislaus markiert mit seinem Pflug den Raum der neuen Stadt, dort, wo das Bächlein Brusna in die Moldau fließt.

## Form
Das Drama besteht aus 9360 Versen in gereimten Jamben. Brentano hilft dem Leser. Er untermauert die Historizität des Textes mit 113 Fußnoten. Nicht immer vermag der Autor seine Possen zu unterdrücken.
- „Ein Schwert! ein Schwert! ganz Böheim für ein Schwert!“[23]

lässt er zum Beispiel Libussa ausrufen und plaudert in einer Fußnote, er sehe gerade beim Durchsehen des Manuskriptes, Libussa scheine „Shakspear zu imitiren“.

## Christen und Heiden
- Pachta und Trinitas kämpfen in Böheim gegen das „Heidenthum“. Beide Figuren bleiben blass. Die mehrfach – in die dramatischen Kämpfe der Heiden untereinander – eingeschobenen Christianisierungsbemühungen der beiden Missionare wirken völlig deplatziert.
- Zweifelsohne ist Libussa die alles überragende Herrscherinnenfigur. Ihre beiden Schwestern Tetka und Kascha bleiben dagegen ebenfalls farblos. Durch das vielfach verästelte Stück zieht sich unter anderem die Geschichte von Wlastas Tragik, wird doch ihre Liebe zu Primislaus nicht erwidert und ist sie doch hin- und hergerissen zwischen den Mächten, die die alte und die neue Religion vertreten. Auch die Tragik des Kriegers Rozhon wird von Brentano überzeugend vorgetragen. Rozhon kann sich mit dem Matriarchat nicht abfinden.

## Zitate
- „Wer pflanzt, dem blüht.“[25]
- „Wie die Winde wühlen/ In den dunklen Mähnen der Nacht!“[26]
- „Wer sein nicht mächtig, wird nie Andrer mächtig.“[27]

## Selbstzeugnisse
- In einem Brief vom Februar 1813 an den Pfarrer Johann Heinrich Christian Bang (1774–1851) bezeichnet Brentano das Stück als sein „bestes vollendetstes Gedicht“[28][29].
- In einem Brief vom 8. Februar 1824 an Johann Friedrich Böhmer distanziert sich Brentano von dem Stück. Der Leser solle sich davon abwenden und es vergessen[30].

## Rezeption
- Am 10. Februar 1815[31] schreibt Achim von Arnim an Wilhelm Grimm: „Mir ist es unbegreiflich, wie bei so viel Schönheit, Ausarbeitung und Vollendung im Einzelnen ein herrlicher tragischer Stoff als Ganzes betrachtet so verdorben werden kann.“[32] Schulz[33] vermutet, Arnim spricht das Heilsgeschehen und die Erlösungserwartungen an: Das Christentum wird dereinst über die Heiden siegen.[34]
- Mai 1815: Besprechung in der Jenaischen Allgemeinen Literatur-Zeitung, Nr. 97, S. 289: Der Autor zeichne das Leben der niederen Volksstände in Böhmen derb, frech und skurril.
- Jacob Grimm an den Bruder[35]: „… ist es höchst ausgezeichnet und merkwürdig und vermuthlich Clemens beste Arbeit.“
- In dem Stück verstehe Brentano nach Schulz[36] unter Romantik die Wiedererweckung des Historischen durch die Kraft der Phantasie.
- Die Libussa-Sage stamme aus der ersten Hälfte des 8. Jahrhunderts.[37]
- Riley[38] weist auf den Übergangscharakter des Werkes hin. Tetka als Priesterin, Kascha als Ärztin und Libussa als Weise repräsentierten drei Gesichter Jesu Christi. Die Trinitas sei eine Erlöserin. Alles in allem werde mit dem Stück gleichsam die Brücke geschlagen zu Brentanos umfangreichen, religiös orientiertem Spätwerk.
- Riley[39] nennt weiter führende Arbeiten: E. Grigorovitza (Berlin 1901), O. Brechler (München 1910), G. Müller (1923), W. Frühwald (1967), H. Steinmetz (Heidelberg 1968), N. Reindl (Innsbruck 1976), O. Seidlin (Stuttgart 1979) und U. Ricklefs (Erlangen 1983).

## Dissertationen
Über das Werk promovierten
- Emanuel Grigorovitza: Die Quellen von Cl. Brentanos „Gründung der Stadt Prag“. Friedrich Wilhelms Universitat zu Berlin, 1901, 44 Seiten (Snippet-Ansicht bei Google Books)
- Hans Taeschler: Die Gründung Prags: Interpretation des historisch-romantischen Schauspieles von Clemens Brentano. Zürich 1950. 109 Seiten
- Renate Matthaei: Das Mythische in Clemens Brentanos „Die Gründung Prags“ und den „Romanzen vom Rosenkranz“. Köln 1961. 200 Seiten
- Ute Sponagel: Schicksal und Geschichte in Clemens Brentanos historisch-romantischem Drama „Die Gründung Prags“. Marburg 1972. 198 Seiten

## Erstausgabe
Clemens Brentano: Die Gründung Prags. Ein historisch-romantisches Drama. 450 Seiten. C. A. Hartleben, Pesth 1815. Mit gestochenem Frontispiz. Marmorierter Pappband mit Rückenschild (Digitalisat in der Google-Buchsuche)

### Zitierte Textausgabe
- Georg Mayer (Hrsg.), Walter Schmitz (Hrsg.): Die Gründung Prags. Ein historisch-romantisches Drama. Prosa zur Gründung Prags. in Jürgen Behrens (Hrsg.), Wolfgang Frühwald (Hrsg.), Detlev Lüders (Hrsg.): Clemens Brentano. Sämtliche Werke und Briefe. Band 14. Dramen III. 542 Seiten. Leinen. W. Kohlhammer, Stuttgart 1980, ISBN 3-17-004916-X